# Rip Van Winkle (film, 1908)
Pour les articles homonymes, voir Rip Van Winkle (homonymie).
Rip Van Winkle est un film muet américain réalisé par Otis Turner et sorti en 1908.

## Fiche technique
- Titre : Rip Van Winkle
- Réalisation : Otis Turner
- Scénario : Otis Turner, d'après la nouvelle de Washington Irving
- Producteur : William Selig
- Société de production : Selig Polyscope Company
- Pays d'origine :  États-Unis
- Format : Noir et blanc — 35 mm — 1,33:1
- Genre : Film dramatique, Film romantique
- Dates de sortie : 
  -  États-Unis : 2 mai 1908

## Distribution
- Hobart Bosworth : Rip Van Winkle
- Betty Harte